# Heinrich Göring
Pour les articles homonymes, voir Goering (homonymie).
Heinrich Ernst Göring (31 octobre 1838 - 7 décembre 1913) est un avocat et fonctionnaire prussien, gouverneur du Sud-Ouest africain allemand de 1885 à 1890. Il est le père d'Hermann et d'Albert Göring.

## Biographie
Heinrich Göring naît à Emmerich am Rhein, arrondissement de Rees (de) le 31 octobre 1838 du mariage de Wilhelm Göring et Caroline Anne de Nerée. Il fait des études de droit et obtient un doctorat. En 1858, il devient membre du Corps Saxonia Bonn. Après avoir participé, en tant qu'officier de l'armée prussienne, aux campagnes de 1866 contre l'Autriche et de 1870 contre la France, Heinrich Göring devient fonctionnaire de l'Empire allemand. De 1869 à 1871, il est juge de l'arrondissement de Dierdorf dans le Westerwald. Entre 1871 et 1873, il est nommé juge des libertés à Altkirch dans la nouvelle Alsace-Lorraine. En 1873, il est muté à Metz, où il occupe des fonctions de juge à la cour de justice de l'arrondissement de Metz-Campagne.
De son premier mariage avec Ida Friederike Remy (1847 † 1879), Heinrich Göring a quatre enfants : Friedrich Wilhelm (1870 † 1959), Ernst Albert (1873 à Metz † 1909 à Berlin), Frieda (1875 à Metz † 1929 à Kiel) et Heinrich Carl (1879 à Metz). Résidant dans une villa cossue de Metz-Devant-les-Ponts, il exerce ses fonctions à Metz jusqu'en 1884.
De son second mariage avec Franziska Tiefenbrunn (1859 † 1923), il a cinq autres enfants : Karl (1885), Olga (1889), Paula (1890), Hermann (1893) et Albert (1895).
En mai 1885, il est nommé commissaire du Reich dans le Sud-Ouest africain allemand et succède à Gustav Nachtigal, qui avait proclamé le protectorat allemand. Il y débarque le 21 octobre 1885 et installe sa représentation à Otjimbingwe, où avec deux assistants il représente l'autorité coloniale allemande sur tout le territoire. Il parvient à signer différents traités de protection avec les tribus locales contre l'octroi de droits sur les mines et le commerce. Il signe avec le chef héréro Samuel Maharero, un traité de protection qui est annulé quelques années plus tard. Ne disposant pas de troupes coloniales allemandes pour le protéger hormis celle des Héréros, Göring se résigne à rejoindre l'enclave britannique de Walvis Bay sous l'escorte des Héréros. Ulcéré d'avoir un représentant tributaire de la bonne volonté de tribus indigènes, le gouvernement allemand décide alors d'envoyer un contingent militaire pour instaurer l'ordre de l'empire colonial allemand et en 1889, un premier contingent de 21 soldats commandé par le major Curt von François débarque dans le Sud-Ouest africain.
Göring quitte le Sud-Ouest africain en août 1890 pour devenir consul d’Allemagne à Port-au-Prince, Haïti. Il prend sa retraite en 1895 et meurt à Munich le 7 décembre 1913.
Une rue de la ville de Lüderitz porte toujours le nom d'Heinrich Göring, tandis que celle qui portait ce nom à Windhoek a été débaptisée à la fin des années 1990.

## Fausse controverse
En 2005, à l'occasion de la sortie du livre de Serge Bilé intitulé Noirs dans les camps nazis, il fut affirmé dans plusieurs articles de presse se fondant sur ce livre que Heinrich Göring était gouverneur du Sud-Ouest Africain en 1904 et qu'il avait organisé le massacre des Hereros,,. Or cette information était inexacte puisque le massacre eut lieu 14 ans après le départ de Göring, il n'avait eu que deux fonctionnaires pour gérer le territoire durant son mandat il n'avait jamais ou organisé d'expéditions punitives contre les Hereros avec qui il avait signé un pacte de protection ou construit de camps.
Serge Bilé rapporta cependant dans une interview : « La nouveauté que j’apporte est que le premier gouverneur de Namibie, Heinrich Göring, qui a organisé la répression des Hereros et la construction des camps, est le père du futur bras-droit d'Hitler ». Or, les premiers camps ont été construits sous le mandat de Theodor Leutwein, beaucoup moins connu que le père d'Herman Göring. Dans une autre interview, Bilé affirma cependant en mars 2005 que si Heinrich Göring n'était effectivement pas gouverneur de la colonie lors du massacre des Hereros, qu'il avait cependant commencé la répression « mais que le massacre en lui-même des Hereros a été conduit, vingt ans plus tard, par le général Lothar von Trotha ».
Il apparaît que le nom de Henrich Göring fut utilisé pour démontrer le lien entre les responsables des camps de concentration dans lesquels périrent les Hereros en 1904 et ceux de la Seconde Guerre mondiale.